# Rrapo Dervishi
Rrapo Dervishi (ur. 1921 we Wlorze, zm. ?) - członek biura politycznego oraz Komitetu Centralnego Albańskiej Partii Pracy.

## Życiorys
W latach 60. XX wieku należał do biura politycznego oraz Komitetu Centralnego Albańskiej Partii Pracy. Był również deputowanym do Zgromadzenia Ludowego.